# Cussonia paniculata

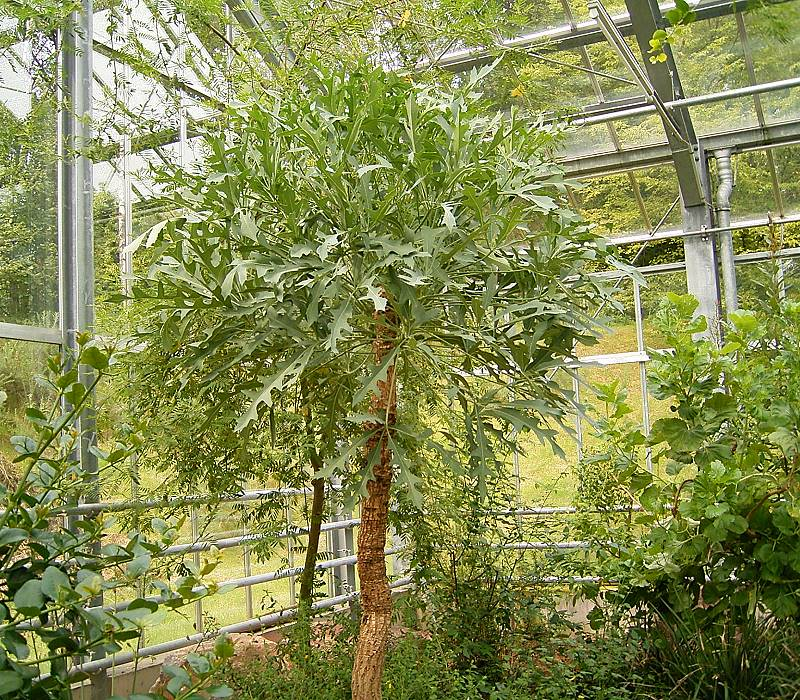
Cussonia paniculata cultivada.

Cussonia paniculata és un arbust gran o un arbre petit de la família de les Araliàcies, nadiu de Sud-àfrica.

## Descripció
Arriba a mesurar un màxim de 5 m d'alçada. La tija és gruixuda i rabassuda amb l'escorça de color gris. Les arrels també són gruixudes i inflades. Les noves són de color verd brillant però es fan blaves a causa de les gruixudes capes de cera que la protegeixen contra les gelades severes. Les fulles broten a la part alta de la tija; cadascuna es compon de 7 a 9, i de vegades fins a 13, folíols. Cada folíol mesura fins a 30 cm de longitud i la fulla total pot arribar fins als 60 cm.

## Usos

### Medicinal
La medicina tradicional li atribueix propietats per a tractar la dismenorrea. La investigació recent estudia els usos medicinals tradicionals de Cussonia i Schefflera per a tractar les infeccions, la inflamació i la malària. Extractes de fulles de Cussonia s'han mostrat actius contra alguns microorganismes.

### Altres
És conreada amb una finalitat ornamental. A més, la fusta és suau i lleugera i s'utilitza per a fer blocs de frenada dels vagons. Les fulles proporcionen un bon farratge i el nom zulu d'aquesta planta, umsengembuzi, la designa com a aliment per a cabres. La gruixuda arrel gruixuda pot ser pelada i menjada crua com a aliment o com a font d'aigua.